# آي مير
آي مير هي بحيرة حدود في هولندا. تقع بين الأرض المستصلحة من البحر دي نيس (في فاترلاند)، بامبوسهافن، هولاندسه بروخ، وفم بحيرة آي في آيبورخ، على جانبي مقاطعتي شمال-هولندا وفليفولاند. وهي موطن مهم للطيور مثل الزرقاي والسكاوب. ويوجد في الشمال الشرقي ماركرمير، والجنوب الشرقي خويمير.